# Chiến tranh Đường – Cao Câu Ly lần thứ nhất
Chiến tranh Đường – Cao Câu Ly lần thứ nhất nổ ra khi Đường Thái Tông Lý Thế Dân phát động chiến dịch xâm lược Cao Câu Ly quy mô lớn với lý do là để bảo vệ đồng minh Tân La. Quân đội nhà Đường do Thái Tông chỉ huy cùng với Lý Thế Tích, Lý Đạo Tông và Trưởng Tôn Vô Kỵ. Tổng chỉ huy bên phía Cao Câu Ly là Uyên Cái Tô Văn, người nắm quyền điều hành chính sự nước này trên thực tế khi Bảo Tạng Vương chỉ là vua bù nhìn.
Vào năm 645 (Trinh Quán năm thứ 19), sau khi chiếm một loạt thành trì của Cao Câu Ly trên đường đi, Đường Thái Tông đã sẵn sàng để tấn công kinh đô Bình Nhưỡng của Cao Câu Ly. Tuy nhiên, tại thành An Thị (nay là Hải Thành, An Sơn thuộc tỉnh Liêu Ninh), quân Cao Lâu Ly đã chặn đứng quân Đường. Sau hơn 60 ngày giao tranh quyết liệt mà không thể phá vỡ tòa thành này, Đường Thái Tông phải hạ lệnh rút quân.

## Bối cảnh
Năm 642, vương triều Cao Câu Ly lúc này đã trải qua gần 700 năm tồn tại kể từ khi Đông Minh Vương Cao Chu Mông đánh bại các thế lực đối địch và thế lực ngoại bang là nhà Hán để lập quốc. Cao Câu Ly đạt đến điểm cực thịnh dưới thời Quảng Khai Thổ Thái Vương, cai trị từ năm 391 đến năm 413, tương ứng với những năm cuối cùng của nhà Đông Tấn bên Trung Quốc. Dưới thời trị vị của Quảng Khai Thổ, vương triều Cao Câu Ly trở nên hùng mạnh, thôn tính các nước nhỏ yếu lân bang, qua đó trở thành một nước hùng mạnh trong khu vực. Sau một thời kỳ cường thịnh, Cao Câu Ly bắt đầu suy yếu vào cuối thể kỷ thứ 5, khi vương quốc rơi vào hàng loạt cuộc tranh chấp nội bộ xung quanh vấn đề kế vị.
Tình hình trở nên phức tạp tại bán đảo Triều Tiên khi hai nước phía nam là Bách Tế và Tân La liên minh với nhau, đánh chiếm khu vực thung lũng sông Hán. Mọi chuyện không chỉ dừng lại ở đó, trong phần lớn thời gian diễn ra chiến sự, Bách Tế một mình giao tranh với Cao Câu Ly, chỉ đến khi chiến tranh gần kết thúc thì Tân La với danh nghĩa là viện binh của Bách Tế mới tiến đánh Cao Câu Ly rồi "thừa nước đục thả câu" chiếm hết vùng đất mà Bách Tế vất vả chiếm được. Tức giận, vua Bách Tế quyết định tấn công biên giới Tân La, nhưng do quân đội mỏi mệt vì phải giao chiến với Cao Câu Ly lâu ngày, Bách Tế thua trận và bản thân nhà vua cũng tử trận. Tân La tiếp quản thung lũng sông Hán, qua đó làm chủ con đường thông ra biển Hoàng Hải, mở đường huyết mạch giao thương trực tiếp với Trung Quốc mà không cần phải thông qua Cao Câu Ly như trước. Chính điều này đã tạo nên những hệ luỵ về sau khi mối quan hệ giữa Tân La và các triều đại Trung Quốc dần được thắt chặt và đến thế kỷ thứ 7 thì trở thành một liên minh, đe dọa Cao Câu Ly từ hai phía.
Cuối thể kỷ thứ 6, xung đột giữa nhà Tùy và Cao Câu Ly nổ ra. Trong các năm 598, 612, 613 và 614, nhà Tùy đã phát động tổng cộng 4 cuộc chiến với Cao Câu Ly, nhưng đều chuốc lấy thất bại. Đỉnh điểm là vào năm 612, Tùy Dạng Đế huy động một đạo quân tới 1.133.800 người, tiến đánh Cao Câu Ly nhưng thua thảm hại tại bờ sông Tát Thủy, vùng ngoại vi Bình Nhưỡng. Những cuộc chiến với Cao Câu Ly đã làm nhà Tùy suy yếu trầm trọng để rồi cuối cùng sụp đổ nhưng đồng thời cũng khiến Cao Câu Ly tổn thất nặng nề và ngày càng yếu đi.

## Nguyên nhân của cuộc chiến
Sau khi tiêu diệt Hãn quốc Đột Quyết – một đồng minh quan trọng của Cao Câu Ly, Đường Thái Tông Lý Thế Dân được người Đột Quyết tôn làm Thiên Khả hãn và bắt đầu dòm ngó tới khu vực phía đông. Cao Câu Ly tuy lúc bấy giờ không còn cường thịnh như xưa, nhưng vẫn đang là một thế lực lớn trong khu vực và một mối đe dọa tiềm tàng với nhà Đường. Bản thân Đường Thái Tông cũng quyết tâm tiêu diệt Cao Câu Ly, giành lấy vinh quang tại nơi mà Tùy Dạng Đế trước kia từng thất bại.
Về phía Cao Câu Ly vào thời điểm này, do lo ngại trước thế lực ngày càng lớn mạnh của viên tướng Uyên Cái Tô Văn, vua Cao Câu Ly là Vinh Lưu Vương Cao Vũ cùng với một số cận thần đã lên kế hoạch mưu toan ám sát Uyên Cái Tô Văn. Âm mưu bị phát giác và nhà vua bị sát hại. Uyên Cái Tô Văn sau khi giết vua liền đem lập cháu họ vua là Bảo Tạng Vương Cao Tạng lên nối ngôi kế vị. Kể từ đây, chính trị Cao Câu Ly bị quyền thần Uyên Cái Tô Văn thao túng còn Bảo Tạng Vương chỉ là vua bù nhìn, không có thực quyền.
Năm 642, Nghĩa Từ vương của Bách Tế liên minh với Cao Câu Ly tấn công Tân La, chiếm được 40 tòa thành. Trước sức tấn công dữ dội của phe địch, vào năm 643, Thiện Đức nữ vương phải cầu cứu nhà Đường, nêu rõ việc liên minh Bách Tế – Cao Câu Ly đang tấn công nước mình. Nhận được lời cầu cứu của Tân La, Đường Thái Tông sai sứ giả là Tương Lý Huyền Tưởng (相里玄獎) đến yêu cầu Uyên Cái Tô Văn lui binh, nhưng bị khước từ.

## Diễn biến
Lấy cớ là Uyên Cái Tô Văn chuyên quyền, giết vua mưu chuyện phế lập, Đường Thái Tông bắt đầu huy động binh mã, chuẩn bị cho cuộc chiến sắp tới. Tháng 4 năm 645, Lý Thế Tích cầm đầu 6 vạn quân Đường chính quy cùng một vài lực lượng binh mã (của các dân tộc không rõ), tập hợp tại U Châu (khu vực quanh Bắc Kinh ngày nay), rồi khởi binh xuất chinh. Bản thân Đường Thái Tông cũng đích thân chỉ huy 1 vạn quân thiết kỵ, dự kiến khởi hành sau và sẽ hội binh với lộ quân của Lý Thế Tích. Ngoài ra, một hạm đội gồm 500 tàu sẽ chuyên chở 4 vạn quân mới tuyển và 3.000 quân tinh nhuệ (từ Lạc Dương và Trường An) từ bán đảo Liêu Đông đi dọc theo đường biển để tới bán đảo Triều Tiên, bổ sung binh lực khi đạo quân chính của nhà Đường tiến vào bán đảo Triều Tiên.
Lý Thế Tích tiến vào lãnh thổ Cao Câu Ly vào ngày 1 tháng 5 sau khi vượt qua sông Liêu Hà. Do thiếu sự chuẩn bị trước, quân Cao Câu Ly bất ngờ khi thấy quân Đường xuất hiện. Ngày 16 tháng đó, quân Đường vây thành Cái Mưu (Kaemo, nay là Phủ Thuận, Liêu Ninh). Chỉ sau 11 ngày, quân Đường hạ được thành, bắt 2 vạn người, thu 10 vạn thạch lương (tương đương 6 triệu lít thóc). Lý Thế Tích tiếp tục tiến quân tới vây hãm thành Liêu Đông (nay là Liêu Dương, Liêu Ninh), đánh bại 4 vạn quân Cao Câu Ly tiếp viện ngay bên ngoài thành. Vài ngày sau đó, 1 vạn quân thiết kỵ dưới sự chỉ huy của Đường Thái Tông cuối cùng cũng tới nơi. Không lâu sau, vào ngày 16 tháng 6, quân Đường lợi dụng gió nam, bắn đạn cháy vào thành, gây hỏa hoạn lớn và nhanh chóng công hạ thành Liêu Đông. Quân Cao Câu Ly tổn thất 1 vạn người, hàng vạn lính cùng 4 vạn dân trở thành tù binh, quân Đường thu được 50 vạn thạch lương.
Ngày 27 tháng 6, quân Đường đến ngoài thành Bạch Nham (Baekam). Trong lúc vây hãm, chỉ huy cánh phải quân Đường là Khả Hãn A Sử Na Tư Ma của Hãn quốc Đông Đột Quyết, lúc này là chư hầu của nhà Đường, bị trúng tên. Tương truyền, Đường Thái Tông đích thân hút máu từ vết thương của A Sử Na Tư Ma rồi tự mình băng bó lại cẩn thận để khích lệ tướng sĩ. Ngày 2 tháng 7, biết khó giữ được thành, tướng giữ thành Tôn Đại Âm của Cao Câu Ly dâng thành đầu hàng. Đường Thái Tông ra lệnh cho binh lính không được đụng chạm tới bất kỳ thứ gì của dân và phong cho Tôn Đại Âm làm thứ sử Nham Châu.
Quân Đường đến bên ngoài thành An Thị vào ngày 18 tháng 7. Đường Thái Tông nhận được tin cấp báo rằng một đội quân cứu viện gồm 150.000 người cả Cao Câu Ly lẫn Mạt Hạt đang ở gần đó. Thái Tông hạ lệnh cho Lý Thế Tích dẫn 15 nghìn kỵ binh tới khiêu khích và nhử quân Cao Câu Ly vào bẫy, còn Trưởng Tôn Vô Kỵ cùng một số tướng lĩnh khác thì dẫn một cánh quân đi vòng ra phía sau để đánh tập hậu. 2 ngày sau, quân Đường đại phá quân Cao Câu Ly. Tàn quân Cao Câu Ly chạy đến một ngọn đồi gần đó cố thủ, nhưng sau một ngày thì toàn bộ đầu hàng. Kết quả, quân Đường bắt được tổng cộng 36.800 người. Trong số người này, 3.500 sĩ quan và tù trưởng các bộ lạc bị bắt đưa về Trung Quốc, 3.300 người Mạt Hạt bị hạ lệnh xử tử nhưng số binh sĩ người Cao Câu Ly còn lại đều được thả.
Tuy thắng lợi trên chiến trận, nhưng quân Đường vẫn không tài nào phá được thành An Thị, vốn đang được Dương Vạn Xuân với vỏn vẹn 5.000 quân trấn giữ. Quân Đường tổ chức tấn công vào thành tới 6 đến 7 lần trong ngày, nhưng lần nào cũng bị đẩy lui. Sau nhiều tuần trôi qua, Đường Thái Tông đã nghĩ tới việc bỏ thành An Thị để tiến sâu vào nội địa Triều Tiên. Nhưng vì sợ rằng An Thị có thể sẽ là một mối nguy sau lưng, ông tiếp tục vây hãm, quyết chiếm cho bằng được tòa thành. Đường Thái Tông đặt cược mọi thứ ông có khi hạ lệnh cho quân sĩ lấy đất đắp thành một ụ đất khổng lồ, nhưng ụ đất này bị quân giữ thành chiếm được, và bảo vệ thành công ba ngày dù quân Đường tấn công dữ dội.
Sau gần 3 tháng, 5.000 quân Cao Câu Ly vẫn kiên trì phòng thủ, quân Đường không hạ nổi thành. Tình hình thời tiết cũng ngày một xấu đi và mùa đông sắp đến, Đường Thái Tông đành phải hạ lệnh rút quân vào ngày 13 tháng 10, và để lại một món quà xa hoa cho viên chỉ huy của thành An Thị. Hành trình rút quân của Đường Thái Tông đầy gian nan, khó khăn và đã lấy đi tính mạng của rất nhiều binh sĩ.

## Hậu quả
Năm 647, Thái Tông sau khi bình thường hóa quan hệ lại một lần nữa cắt đứt quan hệ với Cao Câu Ly và chuẩn bị 30 vạn quân viễn chinh. Lần này Thái Tông nghe lời khuyên của một số đại thần, lệnh cho Ngưu Tiến Đạt và Lý Thế Tích thực hiện chiến dịch quấy nhiễu vùng biên giới phía bắc Cao Câu Ly nhằm làm suy yếu nước này. Thái Tông cũng được khuyên rằng, đối với một cuộc viễn chinh quy mô như vậy, cần phải tích trữ lương thảo trong vòng một năm và cũng cần phải đóng thêm thuyền bè để hỗ trợ công việc vận tải. Bấy giờ có Kiến Nam đạo (tức Tứ Xuyên, Vân Nam, Trùng Khánh ngày nay) vốn không bị cuốn vào các cuộc chiến trước đây của nhà Đường và nhà Tùy với Cao Câu Ly, nên một số quan viên kiến nghị đóng tàu ở khu vực này. Thái Tông nghe lời, phái Mạnh Vĩ đến Kiến Nam đạo trù hoạch việc đóng thuyền, lệnh cho thuyền sau khi được đóng xong sẽ di chuyển dọc theo sông Trường Giang ra biển Hoa Đông để đến Lai Châu (phía bắc bán đảo Sơn Đông). Ngoài ra các địa phương khác như Việt Châu, Vụ Châu cùng Hồng Châu cũng chịu trách nhiệm đóng thêm tàu. Tuy nhiên mọi người sớm nhận ra dân Kiến Nam không giỏi việc đóng tàu, nên từ đóng tàu địa phương này chuyển sang cung cấp gỗ cho các nơi khác. Gỗ được vận tải đến Đàm Châu (nay là Trường Sa, Hồ Nam) để đóng tại đó.
Thái Tông qua đời năm 649, không kịp đích thân đông chinh. Ông trước lúc qua đời đã lệnh hủy bỏ chiến dịch. Sau khi Đường Cao Tông Lý Trị lên ngôi, nhà Đường liên tục phát động chiến tranh với Bách Tế và Cao Câu Ly. Năm 660, liên quân Đường – Tân La tiêu diệt Bách Tế. Năm 666, Uyên Cái Tô Văn mất, các con giao chiến lẫn nhau, tranh giành quyền lực khiến quốc lực Cao Câu Ly suy yếu trầm trọng. Trong khi cuộc xung đột nội bộ vẫn tiếp diễn, con trưởng Uyên Nam Sinh dâng 40 thành gần biên giới quy hàng nhà Đường. Đường Cao Tông liền nhân cơ hội, mượn danh nghĩa cứu Nam Sinh phát động chiến tranh, thực chất là xâm lược Cao Câu Ly.